# Chvění (album)
Chvění – suita dialogů (2007) je album Hradišťanu. Zachycuje cyklus skladeb primáše Jiřího Pavlici, jak je na společném koncertě 23. dubna 2007 v Janáčkově divadle v Brně zahrál Hradišťan s Filharmonií Brno, Jumping Drums a Altai Kai pod taktovkou dirigenta filharmonie Petra Altrichtera.
Album obsahuje 11 skladeb a je rozděleno do čtyř částí: dialog básnický, dialog s minulostí, dialog etnický, ve kterém dostala nejvíce prostoru skupina Altai Kai z Altaje známá alikvotním zpěvem, a dialog s nadějí.
Texty jsou buď lidové, staroslověnské nebo staročeské (Dalimilova kronika) nebo básníků Vladimíra Holana, Jana Skácela a Jiřího Brabce.
Album vyšlo u nakladatelství Indies Scope Records s přiloženou knížkou ilustrovanou Jaroslavem Šerých.
Album bylo nominováno na žánrovou cenu Anděl 2007 v kategorii "world music".

## Seznam skladeb
1. Preludium aiolské
2. Poslední list (text Vladimír Holan, Jan Skácel)
3. Moje vina (text Jan Skácel, Vladimír Holan)
4. Otvéšta Filosof Konstantin (staroslověnský text z roku 868)
5. Počíná sě (Dalimilova) kronika česká (staročeský text ze 14. století)
6. Altaj, Altaj (úprava hudby Jiří Pavlica a Altai Kai/text lidový)
7. Altajské nebe (text lidový a Lazar Kokyšev)
8. Kamínek na dlani I (text Jan Skácel)
9. Kamínek na dlani II (text Jan Skácel)
10. Haleluja (text Jiří Brabec)
11. Postludium (text Vladimír Holan)